# Ахмед аль-Фагад аль-Ахмед ас-Сабах
Ахмед аль-Фагад аль-Ахмед ас-Сабах (араб. أحمد الفهد الأحمد الصباح нар. 12 серпня 1963, Ель-Кувейт) — кувейтський політик і президент Олімпійської ради Азії, а також є членом Міжнародного олімпійського комітету.

## Біографія
ас-Сабах здобув освіту в Кувейтському університеті та Військовій академії Кувейту, і отримав звання майор кувейтської армії. Він працював в області нафти, машинобудування, води та електрики, зв'язку і будівництва.
ас-Сабах був призначений міністром інформації Кувейту у 2000 році, і виконуючим обов'язки міністра нафти в 2001 році, був президентом Олімпійського комітету Кувейту з 1990 по 2001 рік; в 1992 році, він був обраний членом МОК. Він також працював президентом Олімпійської Ради Азії. Він був призначений міністром нафти в лютому 2002 року.
Шейх Ахмед був призначений директором Агентства національної безпеки в липні 2006 року, також працював з національною збірною Кувейту з футболу. Після невдалої кваліфікації на Кубку Азії в 2007 році він почав скандал проти переможців групи Австралії, стверджуючи, що АФК повинна відкликати їх допуск до азійської континентальної конкуренції, проте ці заяви нічим не завершились.
ас-Сабах також відомий, як і його батько, за інтерес до спорту. Він з 1991 року є президентом Олімпійської Ради Азії, членом МОК з 1992 року, був президентом олімпійського комітету Кувейту, головою Ради Афро-Азійських ігор, віце-президентом Міжнародної федерації гандболу, президентом Азійської Федерації гандболу, старший віце-президентом спортивної федерації Ісламської солідарності, а також почесним президентом кількох кувейтських, арабських і азійських клубів. Крім того, ас-Сабах був президентом Асоціації національних олімпійських комітетів з квітня 2012 року.
У квітні 2015 року він був обраний у Виконавчий комітет ФІФА.